# Adenogramma sylvatica
Adenogramma sylvatica är en kransörtsväxtart som först beskrevs av Christian Friedrich Frederik Ecklon och Carl Ludwig Philipp Zeyher, och fick sitt nu gällande namn av Edward Fenzl. Adenogramma sylvatica ingår i släktet Adenogramma och familjen kransörtsväxter. Inga underarter finns listade i Catalogue of Life.